# Metworstrennen

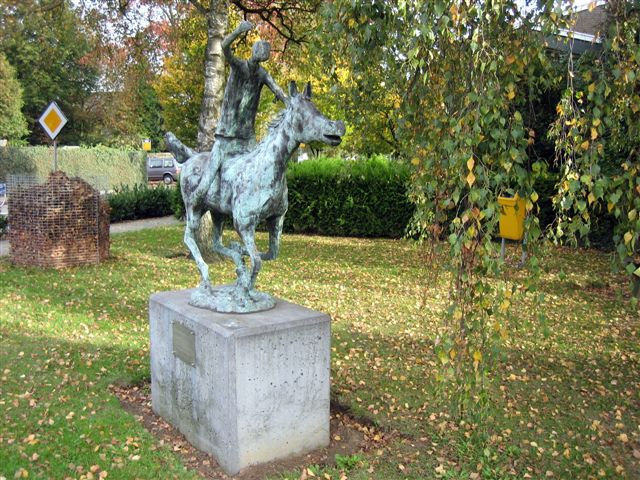
Het Metworstmonument te Boxmeer

De Metworstrennen is een eeuwenoude paardenrace die ieder jaar op carnavalsmaandag wordt gehouden in Vortum-Mullem in de gemeente Land van Cuijk, in de Nederlandse provincie Noord-Brabant. Bij het evenement strijden Boxmeerse 'jonggezellen' om de titel Koning van de Metworst.

## Historie
De Metworstrennen worden al meer dan 284 jaar gehouden. Sommigen menen dat de traditie misschien zelfs nog wel veel ouder is en zou voortkomen uit een oud-Germaanse vruchtbaarheidsrite. 
Een van de oudste aktes dateert uit 1740 en dit wordt sinds lange tijd gezien als het stichtingsjaar van wat nu Vereniging ‘De Metworst’ is. In het eerste artikel van het reglement staat het doel van de Vereniging duidelijk omschreven:
Het doel der Vereeniging is, om een aloud gebruik -dat ingesteld werd door eene liefdadige dame, en dat beslaat in het wedrennen om eene metworst, de jaarlijksche belooning van een edelmoedige daad, door Boxmeersche jongeren aan bovenbedoelde dame bewezen- in onze gemeente te handhaven en in eere te houden.
Volgens de overlevering was er namelijk ooit een Freule Aleida die tijdens een zondagse rijtoer met haar koets van de weg raakte. Boxmeerse jongens schoten haar met hun paarden te hulp en hielpen haar weer op weg. Als dank voor hun hulp werden ze beloond. De freule belastte bovendien een hoeve in de buurt – die tot haar bezit behoorde – met een jaarlijkse schenking: een zeven ellen lange metworst, twee wittebroden, twee vaten bier en een halve varkenskop. Vanaf dat moment wordt er elk jaar een paardenrace gehouden om te bepalen wie de schenking in ontvangst mag nemen.

## Deelname
De jaarlijkse paardenrace vindt plaats in het Vortums veld, een weg door de weilanden tussen Sambeek en Vortum-Mullem. Ieder jaar gaan duizenden dorpelingen in alle vroegte, na te zijn gewekt door de reveille, te voet van Boxmeer naar het Vortums veld om te zien wie er "dit joar de Kunning wurdt". Wie niet naar het Vortums veld kan komen, kan de race volgen via een livestream op de site van de vereniging "De Metworst" of via Twitch.
Niet iedereen kan zomaar deelnemen aan de Metworstrennen. Deelname is alleen mogelijk voor ‘Boxmeerse jonggezellen’, die bovendien lid zijn van de 'Instelling der Tijdelijck Jonggesellen van Boxmeer'. Onder ‘jonggezel’ wordt verstaan: ongehuwde jongens, vanaf hun geboorte woonachtig in het kerkdorp Boxmeer. De winnaar van deze afvalrace wordt voor één jaar de 'Koning van de Metworst'. Dit is de hoogste eer die in Boxmeer te behalen valt. Zeer speciaal is het wanneer de Koning van de Metworst drie jaar achter elkaar wint, want dan mag deze persoon zich 'Keizer van de Metworst' noemen. Maar sinds het jaar 1900 is dit nog geen één ruiter gelukt.

## Opbouw van een Metworstrace
- Voorrondes waarbij twee of drie mannen tegen elkaar racen. De winnaar gaat naar de volgende ronde
- Halve finales waarbij twee of drie mannen tegen elkaar racen. De winnaar gaat naar de volgende ronde
- Knollenrace, een intermezzo tussen beide races
- Finale, waarbij de winnaar 'Koning van de Metworst' wordt.

## Paarden die mee mogen doen
De paarden moeten voor 08.30 uur, maar niet eerder dan 08.00 uur, in de weide bij Botterhuis aanwezig zijn. Om 08.15 uur begint de loting en keuring. Iedere ruiter mag maximaal één paard ter keuring aanbieden en er mag niet onderling worden geruild. De paarden moeten aan de hand worden getoond zonder dekens en bandages. Alleen die paarden, die door de wedstrijddierenarts zijn goedgekeurd, mogen aan de wedstrijd deelnemen. Ook het zadel, beugels, hoofdstel, hoofdkap, valhelm, teugels, beschermkappen en alle bijbehorende attributen worden gekeurd. De keuringen worden uitgevoerd door onafhankelijke keurmeesters.
Tijdens de rennen mag geen reclame worden gemaakt. Men moet gekleed gaan in een effen witte broek en een effen blauwe kiel met aan de linkerarm een rood lint. Iedere ruiter is verplicht een valhelm te dragen. Er mag geen gebruik worden gemaakt van sporen en zweep (sinds 2023). Verder zijn hoofdstel en een zadel met een minimum gewicht van 2,5 kg verplicht. Het zadel moet voorzien zijn van een brug. Zogenaamde "ponds-zadels" zijn verboden. Het gebruik van een kap die het zicht van het paard belemmert is verboden. Verder is het ook verplicht om teugels te gebruiken die voorzien zijn van een rubberen antislip-afzetting.
Paarden van ritwinnaars worden na elke rit gekeurd door de wedstrijddierenarts.
De paarden moeten aan de volgende eisen voldoen:

### Tuiger
- Beslagen, alle vier de hoeven.
- Nekstrop verplicht.

### Halfbloed
- Beslagen, alle vier de hoeven.
- Nekstrop verplicht.
- Alle benen voorzien van bandages.

### Volbloed
- Beslagen alle vier de hoeven.
- Nekstrop verplicht.
- Alle benen voorzien van bandages.
- Achterbenen voorzien van kogelpeesbeschermers.

### Voor de knollenrace
Om de knollenrit eerlijk en spannend te laten verlopen worden de knollen door een jury op het uiterlijk beoordeeld. Alleen de volgende knollen mogen meedoen:
- Belgisch trekpaard (of: Brabander)
- Nederlands trekpaard
- Ardenner trekpaard

## Koningen (1855 - 2025)
De winnaar van de Metworstrennen wordt de 'Koning van de Metworst' genoemd.
| - 2025: Bas Janssen - 2024: Roy van Eck - 2023: Dylano van Nunen - 2022: Bart de Kort - 2021: (niet verreden) - 2020: Gijs Snijders - 2019: Roy van Eck - 2018: Gijs Snijders - 2017: Rens Verberkt - 2016: Gijs Snijders - 2015: Kevin Knuiman - 2014: Peter Janssen - 2013: Levi Hinke - 2012: Dick Goossens - 2011: Dick Goossens - 2010: Ton Ondersteijn - 2009: Kevin Knuiman - 2008: Jan Thielen - 2007: Jan Thielen - 2006: Nick Janssen - 2005: Peter Nabbe - 2004: Peter Nabbe - 2003: Nick Janssen - 2002: Peter Janssen - 2001: Hugo Peeters - 2000: Paul Reijerse - 1999: Nick Janssen - 1998: Paul Olieslagers - 1997: Peter Nabbe - 1996: Erwin Rambach - 1995: Goody Verblakt - 1994: Jan Thielen - 1993: Jan van Els - 1992: Frank van Eck - 1991: Jan van Els - 1990: (niet verreden) - 1989: Twan Wolters - 1988: Joost Verberkt - 1987: Eric Stiphout - 1986: Leon Lamée - 1985: Wim Peters - 1984: Peter Ermers - 1983: Wim Peters - 1982: Joost Verberkt - 1981: Peter Ermers - 1980: Peter Ermers - 1979: Peter Ankersmit - 1978: Nol Schrijen junior. | - 1977: Piet van Kempen - 1976: Frans Knuiman - 1975: Stan Jilesen - 1974: Frans Knuiman - 1973: Renee Nouwen - 1972: Frans Hermans - 1971: Willy Knuiman - 1970: Jan van Gemert - 1969: (niet verreden) - 1968: Nol Schrijen jr. - 1967: Jan van Gemert - 1966: Gerrit Kusters - 1965: Gerrit Kusters - 1964: Jan Broeren - 1963: (niet verreden) - 1962: Jan Broeren - 1961: Gerrit Verberkt - 1959: Martien Broeren - 1958: Herman Verberk - 1957: Gerard Arts - 1956: (niet verreden) - 1955: (niet verreden) - 1954: Gerrit Verberkt - 1953: Gerrit Verberkt - 1952: Jan Verdijk - 1951: Gerrit Verberkt - 1950: Jan Verdijk - 1949: Jan Verdijk - 1948: Nol Schrijen sr. - 1947: (niet verreden) - 1946: Jan van den Bosch - 1945: (niet verreden) - 1944: Nol Schrijen sr. - 1943: Piet Heinemans - 1942: (niet verreden) - 1941: (niet verreden) - 1940: (niet verreden) - 1939: Nol Schrijen sr. - 1938: Piet Heinemans - 1937: Niet uitgestreden - 1936: Sjef Boumans - 1935: Jos Kusters - 1934: Jan van den Bosch - 1933: Jos Kusters - 1932: Jan Arts - 1931: Jan Kusters - 1930: Marinus Kusters - 1929: Jan Peters | - 1928: Jan Litjens - 1927: Sjef de Bruijn - 1926: Frans van Kempen - 1925: Jan Peters - 1924: Gerrit Schaminée - 1923: Antoon Hermans - 1922: Sjef de Bruijn - 1921: Jean Cops - 1920: Harrie van den Bosch Azn. - 1919: Gerrit Schaminée - 1918: (niet verreden) - 1917: (niet verreden) - 1916: (niet verreden) - 1915: (niet verreden) - 1914: Ferdinand Litjens - 1913: Karel Hermans - 1912: Piet van den Bosch - 1911: Willem Wientjes - 1910: Jan Barten - 1909: Antoon Janssen Egb.zn. - 1908: Johannes Arts - 1907: (niet verreden) - 1906: Johannes Arts - 1905: Antoon Janssen Egb.zn. - 1904: Hannes Rat - 1903: Piet Zeegers - 1902: Johannes Arts - 1901: (niet verreden) - 1900: Chris Arts - 1899: Chris Arts - 1898: Chris Arts - 1897: Mathias Arts - 1896: Mathias Arts - 1895: Mathias Arts - 1894: Jan Zeegers - 1893: Adrianus Beckers - 1892: Piet Zeegers - 1891: Piet Zeegers - 1890: Hendrikus Jansen - 1889: (niet verreden) - 1888: (niet bekend) - 1887: (niet bekend) - 1886: (niet bekend) - 1885: Hendrikus Jansen - 1856 t/m 1884 (niet bekend) - 1855: Peter Schreuder |

In 2021 waren er geen Metworstrennen vanwege de coronapandemie die in 2020 uitbrak. Hierdoor lag alles dat jaar rond carnaval stil.

## Trivia
Tijdens de uittocht van de bevolking van Boxmeer op weg naar de Metworstrennen wordt volgens vaste traditie een warm Brabants worstenbroodje gegeten. Dit gebeurt al sinds jaar en dag aan de Burgemeester Verkuijlstraat 7 alwaar de gebroeders Gommans met hun bakkerswinkel gevestigd zijn. Zij namen deze traditie vanaf 2012 over van Andre en Wilma Vermeulen die op 1 november 2011 stopten met hun bakkerij in Boxmeer.